# Kamov Ka-137
Il Kamov Ka-137, nato col nome di MBVK-137, è un elicottero telecomandato multi-ruolo progettato per molteplici impieghi, inclusa la ricognizione, pattugliamento, polizia ed ecologia, servizio d'emergenza e trasmissione dati.
Ne sono state create tre versioni: una per imbarco sulle navi, una a bordo di automobili ed un'altra trasportata da elicotteri Ka-32. L'elicottero adotta un motore a pistoni, due rotori coassiali e quindi non necessita di un rotore di coda. La fusoliera è sferica e il carrello d'atterraggio è a quattro gambe. I sensori ed altro equipaggiamento sono installati in uno speciale compartimento.